# Carsten Sander
Carsten Sander (* 19. Dezember 1965 in Neuss) ist ein deutscher Fotograf und Regisseur mit Wohnsitz in Berlin und Düsseldorf.

## Leben
Sander assistierte verschiedenen Fotografen, u. a. Thomas Herbrich, der am ersten Film von Roland Emmerich als Designer und Schöpfer der Spezialeffekte arbeitete. Diese Kenntnisse kamen auch Sander sehr zugute.
Er arbeitete für Magazine wie Stern, Capital und Fotomagazin.
Sander ist ebenso bekannt für seine aufwendigen Inszenierungen, die ihm Aufträge für Christian Dior, Telekom, Coca Cola und Philips bescherten.
Er gewann  Auszeichnungen für seine Arbeiten: German Design Award, Art Directors Club und Deutscher Fotobuchpreis.
Sander fotografierte prominente Musiker, Models, Künstler, Sportler, Schauspieler und Politiker, wie
Hans-Dietrich Genscher, Andreas Bourani, Christian Lindner, Carolin Kebekus, Mario Adorf, Klaus Meine, Christian Berkel, Jean-Claude Juncker, Frank-Walter Steinmeier, Bastian Schweinsteiger, Uri Geller, Jürgen Vogel, Anke Engelke, Lukas Podolski, Björn Ulvaeus, Iris Berben, Dieter Nuhr, Torsten Sträter, Armin Rohde, Jacky Ickx, Lena Gercke, Veronica Ferres, Mousse T. und Hannelore Elsner.
2020 produzierte Sander seinen ersten Dokumentarfilm parallel zum Fotokunstprojekt Faces of Europe.
Er ist Vater einer Tochter und Botschafter des Deutschen Kindervereins.

## Fotobücher
- HEIMAT. Deutschland – Deine Gesichter. Callwey Verlag 2018 (ISBN 978-3-7667-2386-4)
(Vorworte von Bundespräsident Frank-Walter Steinmeier und Karin Weber)
- FACES OF EUROPE. Verlag MadeByMates 2021. (ISBN 978-3-00-069159-1)
(Vorworte von Heiko Maas, ehem. Bundesminister des Auswärtigen und Karin Weber)

## Ausstellungen
- Berlin, Berlin Art Projects 2010
- Berlin, Berliner Liste  2013
- Berlin, Willy-Brandt-Haus 2015
- Mönchengladbach, St. Kamillus Kolumbarium 2016
- Münster, Dominikanerkirche 2016
- Mexiko-Stadt, Deutsche Botschaft 2017
- Düsseldorf, NRW-Forum 2018
- Brüssel, Ratsgebäude 2020
- München, BMW  2020
- Zagreb, Französischer Pavillon 2021
- Straßburg, Rathausplatz 2020
- Bratislava, Hviezdoslav Square 2020
- Teheran, Botschaft 2021
- Jakarta, Botschaft 2021
- Rom, Piazza die San Silvestro 2020
- Helsinki, Plaza Narinkka 2020
- Berlin, Auswärtiges Amt, Illumination 2020
- Berlin, Hauptbahnhof 2021
- Greifswald, Galerie STP/Marktplatz 2021
- Malaga, Illumination des Alcazaba 2021
- Guangzhou, InterCulture 2021
- Valetta, Spazju Kreattiv 2022
- Maastricht, Europatag, Hoofdwacht, Stationsstraat 2022
- Neuss, Hansetage, Romaneum, 2022
- Essen, Zeche Zollverein, „Extraschicht“, 2022
- Usedom, Konzertmuschel Heringsdorf, 2023
- Chengdu, Sichuan Library 2024
- Venedig, Biennale 2024